# Heliura pyrrhosoma
Heliura pyrrhosoma là một loài bướm đêm thuộc phân họ Arctiinae, họ Erebidae.